# Jens Mathias Lind Hjort
Jens Mathias Lind Hjort (født 5. november 1824 i Ribe, død 4. august 1899 i Elmelunde) var en dansk præst.
Han blev født i Ribe, hvor hans far, Niels Schiorring Hjort, var adjunkt. Moderen var Karen Cathrine Lind. Jens Hjort var sønnesøn af biskop Viktor Kristian Hjort og bror til præsten Bernt Christopher Wilkens Lind Hjort.
Efter at være blevet undervist hjemme kom han, da faderen var blevet præst i Tømmerup på Sjælland, i 1839 til Metropolitanskolen i København, hvorfra han dimitteredes i 1842.
Efter at have taget teologisk embedseksamen i 1848 begyndte han at undervise, og i 1850 blev han lærer, og i 1852 overlærer ved Søetatens drengeskole.
Han blev i 1853 gift med sin niece, Clara Dorothea Schou, datter af justitsråd, hovedbogholder i Nationalbanken L. C. Schou.
I 1859 blev han kapelan og førstelærer i Kolding, men allerede året efter sognepræst i Tønder og provst for Tønder-Løgumkloster Provsti. Preusserne afsatte ham imidlertid i 1864, hvorefter han i 1865 blev sognepræst i Elmelunde på Møn og fra 1880 også provst for Bårse og Mønbo Herreder.